# Wentworth Goss
Wentworth Goss (* 23. Januar 1904 (nach anderen Angaben: 23. Januar 1903) in Peoria, Illinois; † 23. Februar 1971) war ein US-amerikanischer Offizier der US Air Force, der zuletzt als Brigadegeneral zwischen 1955 und 1957 Kommandant des Luftwaffenstützpunktes Scott Air Force Base war.

## Leben

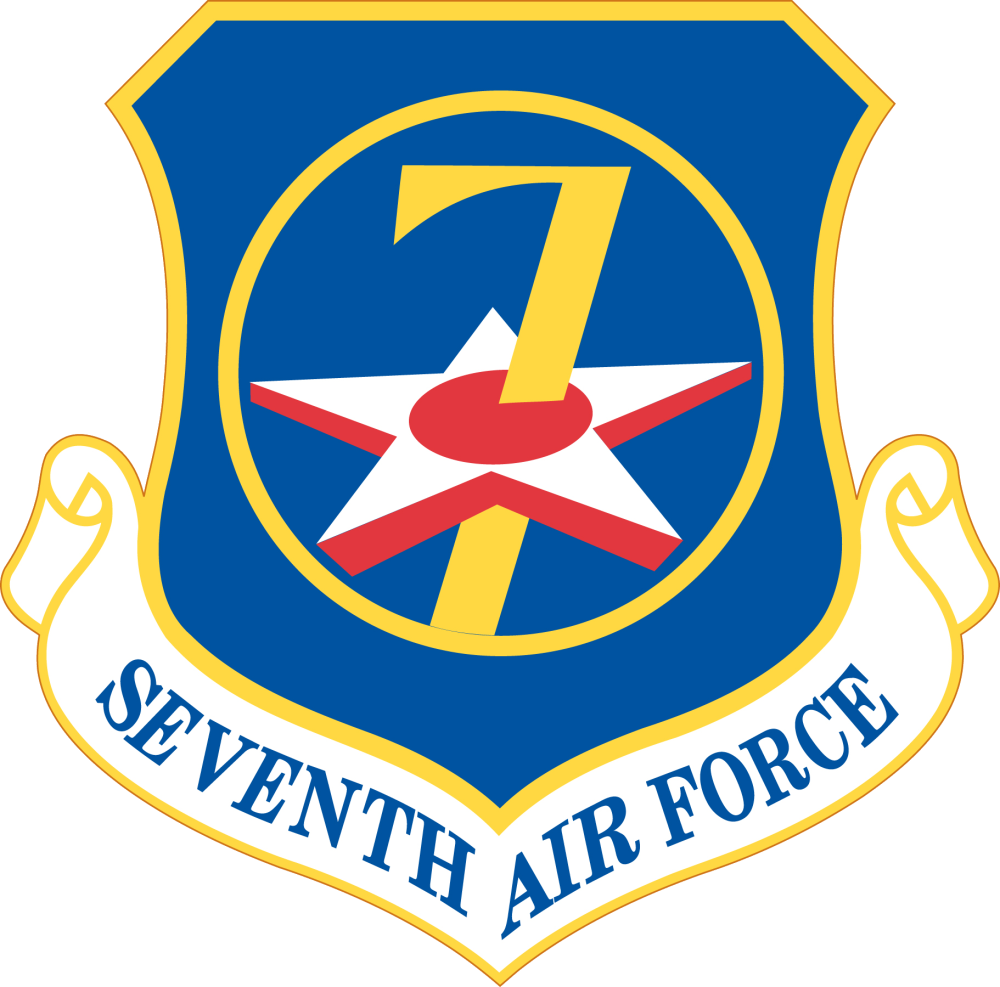
Während des Zweiten Weltkrieges war Wentworth Goss zwischen November 1942 und Juli 1943 stellvertretender Chef des Stabes der Siebten US-Luftflotte (Seventh Air Force).

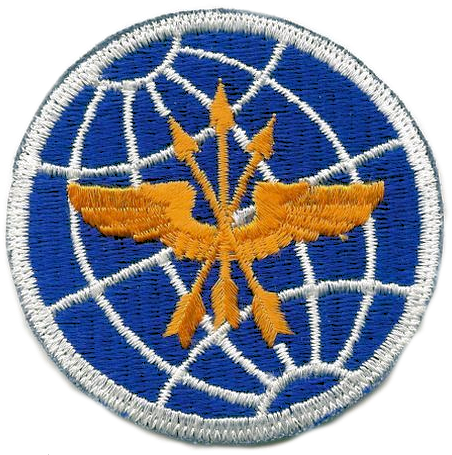
Goss war ferner von 1949 bis 1952 Chef des Stabes des Militärischen Lufttransportdienstes MATS (Military Air Transport Service).

Wentworth Goss war nach einer Pilotenausbildung Offizier des Heeresfliegerkorps USAAC (US Army Air Corps) sowie der daraus am 20. April 1941 hervorgegangenen Heeresluftstreitkräfte US Army Air Forces (USAAF). Nach seiner Beförderung zum Oberstleutnant (Lieutenant Colonel) am 5. Januar 1942 wurde er Leiter der Abteilung Kampfflugzeuge im Büro des Direktors für Luftverteidigung (Chief of the Figther Division, Office of the Director of Air Defense) der USAAF.
Kurz nach dem japanischen Angriff auf Pearl Harbor am 7. Dezember 1941 und dem darauf folgenden Eintritt der Vereinigten Staaten in den Zweiten Weltkrieg am 11. Dezember 1941 wurde er am 1. Februar 1942 zum Oberstleutnant der Army of the United States (AUS) ernannt, die nach dem Angriff auf Pearl Harbor am 7. Dezember 1941 aufgestellt und nach Ende des Zweiten Weltkrieges deaktiviert wurde. Während des Zweiten Weltkrieges war er zwischen November 1942 und Juli 1943 stellvertretender Chef des Stabes der Siebten US-Luftflotte (Seventh Air Force) und wurde in dieser Verwendung am 17. Januar 1943 auch zum Oberst der Army of the United States ernannt. Im weiteren Kriegsverlauf fand er zwischen Juli 1943 und November 1945 Verwendung als Luftplanungsoffizier (Air Plans Officer) für den Pazifikkriegsraum und wurde als solcher am 26. März 1945 auch zum Brigadegeneral der Army of the United States ernannt.
Nach Kriegsende wurde Goss am 7. Juni 1945 zum Major befördert und fand zwischen November 1945 und Juni 1946 Verwendung als Chef des Stabes der 1. US-Luftflotte (First Air Force). Während dieser Zeit endete am 31. März 1946 seine Ernennung zum Brigadegeneral der Army of the United States. Er war zwischen Juni und August 1946 zunächst stellvertretender Kommandant sowie im Anschluss von August 1946 bis November 1947 Kommandant des Luftwaffenstützpunktes Hamilton Army Airfield in Novato in Kalifornien. Danach wechselte er zum Lufttransportkommando ATC (Air Transport Command) und war anfangs zwischen November 1947 und Mai 1948 Leiter des Personalausschusses (Chief of Manpower Board) sowie daraufhin von Mai bis Juni 1948 Generalinspektor. Im Juni 1949 wurde er Generalinspektor des aus dem Lufttransportkommando hervorgegangenen Militärischen Lufttransportdienstes MATS (Military Air Transport Service) und fungierte daraufhin von August 1949 bis Juli 1952 als Chef des Stabes des MATS.
Nachdem er zwischen Juli 1952 und Juli 1955 Kommandeur des in der Bundesrepublik Deutschland stationierten 1602. Lufttransportgeschwaders (1602nd Air Transport Wing) war, fungierte er zuletzt vom 26. Juli 1955 bis zum 31. Juli 1957 als Kommandant des Luftwaffenstützpunktes Scott Air Force Base sowie zugleich als Kommandeur des dort stationierten 3310. Technischen Ausbildungsgeschwaders (3310th Technical Training Wing). Für seine Verdienste wurde er mit dem Distinguished Service Cross sowie dem Legion of Merit ausgezeichnet.
Wentworth Goss war mit Elizabeth H. Goss (1907–1976) verheiratet und nach seinem Tode auf dem East Lawn Palms Cemetery and Mortuary in Tucson beigesetzt.

## Auszeichnungen
Auswahl der Dekorationen, sortiert in Anlehnung an die Order of Precedence of Military Awards:
- Distinguished Service Cross
- Legion of Merit